# 第13独立自動車化歩兵大隊 (ウクライナ陸軍)
第13独立自動車化歩兵大隊（だい13どくりつじどうしゃかほへいだいたい、ウクライナ語: 13-й окремий мотопіхотний батальйон）は、ウクライナ陸軍の大隊。第58独立自動車化歩兵旅団隷下。

## 概要

### ドンバス戦争

#### ウクライナ領土防衛大隊
2014年4月23日、ドンバス戦争の影響に伴い、ウクライナ領土防衛大隊の第13チェルニーヒウ-1領土防衛大隊としてチェルニーヒウ州で創設された。
2014年5月、ドンバス戦争に投入され、東部ルハーンシク州に配備された。

#### ウクライナ陸軍
2014年11月、ウクライナ陸軍に編入し、第1独立親衛戦車旅団隷下に配属され、第13独立自動車化歩兵大隊に改編された。
2015年2月17日、新編された第58独立自動車化歩兵旅団隷下に転属した。

### ロシアのウクライナ侵攻

#### 北部・スームィ戦線
2022年2月24日、ロシアのウクライナ侵攻では、ロシアと国境を接する北部スームィ州ショストカ地区に配備され、第2親衛諸兵科連合軍の攻勢を撃退した。

#### 北部・チェルニーヒウ戦線
2022年3月、北部チェルニーヒウ州チェルニーヒウ地区に再配置され、第1独立戦車旅団の救援でチェルニーヒウ包囲と首都キーウ進軍を狙う第2親衛諸兵科連合軍、第41諸兵科連合軍、第90親衛戦車師団の攻勢を撃退し、4月上旬にロシア軍はウクライナ北部から撤退した。

#### 東部・バフムート戦線
2022年5月、東部ドネツィク州バフムート地区に再配置され、マキシム・キリチュク大隊長が戦死した。12月に第57独立自動車化歩兵旅団と交代で後方に移動した。

#### 東部・アウディーイウカ戦線
2023年11月、激戦地の東部ドネツィク州ポクロウシク地区に再配置され、アウディーイウカを防御したが2024年2月に陥落した。

## 編制
- 大隊本部（ヴォロネジ）
- 第1自動車化歩兵中隊
- 第2自動車化歩兵中隊
- 第3自動車化歩兵中隊
- 火力支援中隊
- 迫撃砲中隊
- 偵察小隊
- 工兵小隊
- 整備小隊
- 補給小隊
- 通信小隊
- 衛生小隊